# Eric Roberts
Eric Roberts (Biloxi, 18 d'abril de 1956) és un actor estatunidenc. És el germà gran de Julia Roberts i de Lisa Roberts. És el pare de l'actriu Emma Roberts que ha tingut amb Kelly Cunningham. És casat des d'agost de 1992 amb Eliza Roberts.

## Biografia
Eric Roberts va començar de nen la seva carrera d'actor, en un grup de teatre local. Després d'estudis de teatre, ha treballat a Nova York on és premiat pel seu paper a Burn This a Broadway. Roberts ha estat nominat als Premi Globus d'Or pels seus papers a Estirp indomable i Star 80, així com als Globus d'Or i als Oscars pel seu paper a El tren de l'infern.
Les seves actuacions a It's My Party i a In Cold Blood, l'adaptació televisada de la novel·la de Truman Capote per Jonathan Kaplan, són saludades per la crítica el 1996 al Festival de Cinema de Sundance.
El 2000, va ser nominat Millor actor al Festival de cinema Independent de Nova York pel seu paper a La Cucaracha.
Als 25 anys ha estat víctima d'un greu accident de cotxe, a bord del seu jeep, va xocar amb un arbre, però se’n va sortir prou bé.

## Filmografia

### Cinema
| - 1978: Estirp indomable (King of the Gypsies) - 1981: Raggedy Man - 1983: Star 80: Paul Snider - 1984: Set de poder (The Pope of Greenwich Village): Paulie - 1985: El tren de l'infern (Runaway Train): Buck - 1988: Blood Red: Marco Collogero - 1989: Brusc despertar (Rude Awakening) - 1989: Best of the Best: Alex Grady - 1990: La misteriosa ambulància (The Ambulance): Josh Baker - 1991: Anàlisi final (Final Analysis): Jimmy Evans - 1991: El desafiament (By the Sword): Alexander Villard - 1993: Best of the Best II: Alex Grady - 1993: Babyfever: Anthony - 1994: L'especialista (The Specialist): Tomas Leon - 1994: Love is a Gun: Jack Hart - 1996: És la meva festa (It's My Party): Nick Stark - 1996: L'enemiga pública número 1 (Public Enemies): Arthur Dunlop - 1996: Un boig a domicili (The Cable Guy): Eric Roberts - 1996: Presoners del cel (Heaven's Prisoners): Bubba Rocque - 1997: Es busca (Most Wanted): l'ajudant del director Spencer - 1998: La Cucaracha: Walter Pool - 1998: Àngels i dimonis 2 (The Prophecy 2): Miquel - 1998: Dead End - 1998: The Shadow Men: Bob Wilson - 2000: The King's Guards: Augustus Talbert - 2000: The Beat Nicks: Mack Drake - 2000: Cecil B. Demented: l'ex-marit de Honey - 2001: Raptor: Jim Tanner (Xèrif) - 2001: Fast Sofa: Robinson - 2001: The Flying Dutchman: Sean - 2001: Sol Goode: Mike Neff, un veterà del vietnam - 2001: Mindstorm: David Mendez | - 2002: Spun: The Man - 2002: National Security: Nash - 2002: Wolves of Wall Street: Dyson Keller - 2003: Seguretat nacional (National Security): Nash - 2003: Intoxicating: Teddy - 2004: Sledge: A Documentary: le Chef de la Police - 2004: Junior Pilot: l'entrenador Davis - 2004: Miss Cast Away: Maximus Powers - 2005: The Civilization of Maxwell Bright: Arlis - 2005: Spit: Jack - 2005: Break a Leg: Michael Richard Lange - 2005: Sledge: The Untold Story: Police Chief - 2005: 4-Bidden: Roman Tobias - 2005: Geppetto's Secret: Jack Hammer (veu) - 2005: Sister's Keeper: Malikai - 2005: Comedy Hell: El xèrif - 2006: 8 of Diamonds: Charlie Klamanski - 2006: Light Years Away: Dr. Howard Melvin - 2006: Junior Pilot: Coach Davis - 2006: A Guide to Recognizing Your Saints: Antonio, de gran - 2006: Aurora: Mr. Brown - 2006: One Way: Nick Swell - 2006: DOA: Dead or Alive: Donovan - 2006: Phat Girlz: Robert Myer - 2007: Westbrick Murders: John - 2008: The Dark Knight: Salvatore Maroni - 2009: Groupie: Angus - 2010: The Expendables de Sylvester Stallone: James Monroe - 2016: Una vida excepcional (A Remarkable Life) |

### Sèries de Televisió
- 1964- 1977: Another World: Ted Bancroft
- 1997: Oz: Richard L'italià, un serial killer condemnat a mort.
- 1997: C-16: FBI: John Olansky
- 2000: Dark Realm
- 2001: Law & Order: Special Victims Unit - Temporada 2, episodi 13: Sam Winfield
- 2003: L.A. Confidential
- 2005: CSI: Miami - Temporada 3, episodi 23: Ken Kramer
- 2006: Heroes: Eric Thompson, Sr
- 2007: The L Word: Gabriel McCutcheon, pare de Shane
- 2008: Entourage - Temporada 5, episodi 5: ell mateix
- 2008: Crash - Temporada 2: Seth Blanchard
- 2009: Fear Itself - episodi Espantat: Harry Siegal / Harry Bender.
- 2010: The Young and the Restless - Episodis 9448, 9459, 9460 i 9461: Vance Abrams
- 2014: Suits: Charles Forstman

### Telefilms
| - 2010: Class: Benjamin Sheffield - 2008: Cyclops: Emperador Tiberius - 2007: Pandemic: l'Alcalde Dalesandro - 2006: Fatal Desire: Joe - 2002: Roughing It: The Foreman - 2002: Christmas Rush: Scalzetti - 2001: Strange Frequency: Bob Henry - 2001: Walking Shadow: el cap de policia DeSpain - 2001: Rough Air: Danger on Flight 534: l'oficial Superior Mike Hogan - 2000: L'home acorralat (Race Against Time): James Gabriel - 2000: Sanctimony: el Tinent - 1999: Purgatory: Blackjack Britton - 1999: Lansky: Ben Siegel als 40 anys - 1999: Heaven's Fire: Dean McConnell | - 1997: The Odyssey: Eurymachus - 1996: Doctor Who: el mestre/Bruce - 1996: Dark Angel: Walter D'Arcangelo - 1995: Saved by the Light: Dannion Brinkley - 1993: Love, Honor & Obey: The Last Mafia Marriage: Bill Bonanno - 1993: Voyage: Gil Freeland - 1993: Love, Cheat & Steal: Reno Adams - 1992: Fugitive Among Us: Cal Harper - 1991: Vendetta: Secrets of a Mafia Bride: Sean McLeary - 1990: The Lost Capone: Al Capone - 1988: To Heal a Nation: Jan Scruggs - 1986: Slow Burn: Jacob Asch - 1983: Miss Lonelyhearts: Miss Lonelyhearts |

### Vídeos
- 1998: The Prophecy II: Michael
- 1999: BitterSweet: Mr. Venti
- 2001: Con Games: Oficial Hopkins
- 2007: Killer Weekend: Mason

### Clips
- 2005: It's Like That de Mariah Carey
- 2005: We Belong Together de Mariah Carey
- 2005: Mr. Brightside de The Killers
- 2007: Smack That de Akon & Eminem
- 2007: down ass bitch de ja rule i charlie baltimore

## Premis i nominacions

### Nominacions
- 1979. Globus d'Or al millor actor novell per Estirp indomable
- 1984. Globus d'Or al millor actor dramàtic per Star 80
- 1986. Oscar al millor actor secundari per Runaway Train
- 1986. Globus d'Or al millor actor secundari per Runaway Train